# Jim Gottfridsson

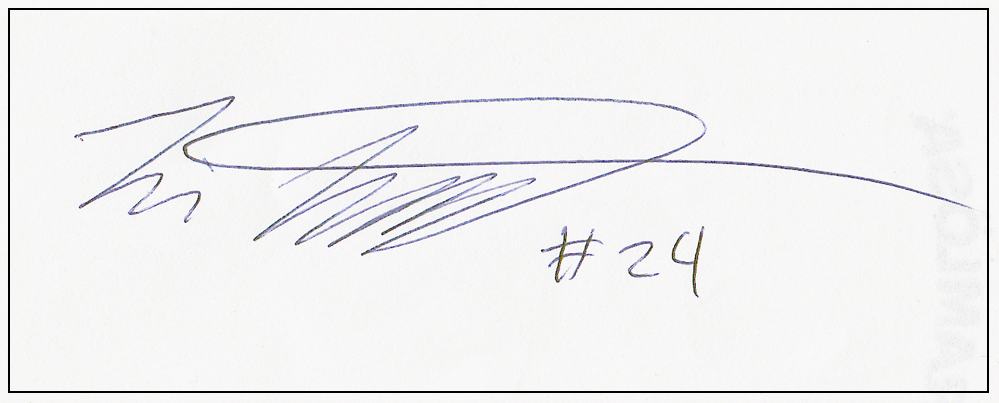
Autograf Jima Gottfridssona (2013)

Jim Gottfridsson (ur. 2 września 1992 w Ystad) – szwedzki piłkarz ręczny, środkowy rozgrywający, od 2013 zawodnik SG Flensburg-Handewitt.
Reprezentant Szwecji, srebrny medalista mistrzostw Europy w Chorwacji (2018) i najlepszy zawodnik tego turnieju.

## Kariera sportowa
Wychowanek IFK Ystad, w którym trenował od 1996. W latach 2011–2013 był zawodnikiem Ystads IF. W 2013 przeszedł do SG Flensburg-Handewitt. W sezonie 2013/2014, w którym rozegrał 16 meczów i rzucił 41 bramek, wygrał ze swoją drużyną Ligę Mistrzów. W sezonie 2014/2015 zdobył Puchar Niemiec – w rozegranym 10 maja 2015 spotkaniu finałowym z Magdeburgiem rzucił dwa gole. W sezonie 2017/2018, w którym rozegrał w Bundeslidze 22 mecze i zdobył 35 bramek, wywalczył mistrzostwo Niemiec.
W 2010 uczestniczył w mistrzostwach Europy U-18 w Czarnogórze, w których rzucił 43 gole w siedmiu spotkaniach. W 2011 wywalczył brązowy medal mistrzostw świata U-19 w Argentynie, podczas których zdobył 58 bramek, zostając królem strzelców i otrzymując tytuł najlepszego zawodnika turnieju. W 2012 wziął udział w mistrzostwach Europy U-20 w Turcji, w których rozegrał siedem meczów i rzucił 13 goli.
W reprezentacji Szwecji zadebiutował w 2012. W 2016 uczestniczył w igrzyskach olimpijskich w Rio de Janeiro. W 2017 wystąpił w mistrzostwach świata we Francji, w których rzucił 35 bramek i miał 25 asyst. W 2018 wywalczył srebrny medal mistrzostw Europy w Chorwacji, podczas których zdobył 29 goli i zanotował 25 asyst, a ponadto został wybrany najlepszym zawodnikiem turnieju.

## Sukcesy
SG Flensburg-Handewitt
- Liga Mistrzów: 2013/2014
- Mistrzostwo Niemiec: 2017/2018
- Puchar Niemiec: 2014/2015
- Superpuchar Niemiec: 2013[1]

Reprezentacja Szwecji
- 1. miejsce w mistrzostwach Europy: 2022
- 2. miejsce w mistrzostwach Europy: 2018
- 2. miejsce w mistrzostwach świata: 2021
- 3. miejsce w mistrzostwach świata U-19: 2011

Indywidualne
- Najlepszy zawodnik mistrzostw Europy w Chorwacji w 2018[9]
- Najlepszy zawodnik mistrzostw świata U-19 w Argentynie w 2011[5]
- Król strzelców mistrzostw świata U-19 w Argentynie w 2011 (58 bramek)[4]